# Podgorica, Sevnica
Podgorica je naselje v Občini Sevnica.